# Вайомінг (Вісконсин)
Вайомінг (англ. Wyoming) — місто (англ. town) в США, в окрузі Айова штату Вісконсин. Населення — 317 осіб (2020).

## Демографія
Згідно з переписом 2010 року, у місті мешкали 302 особи в 131 домогосподарстві у складі 89 родин. Було 221 помешкання
Расовий склад населення:
| - 97,7 % — білих |

До двох чи більше рас належало 2,3 %. Частка іспаномовних становила 0,0 % від усіх жителів.
За віковим діапазоном населення розподілялося таким чином: 19,2 % — особи молодші 18 років, 65,6 % — особи у віці 18—64 років, 15,2 % — особи у віці 65 років та старші. Медіана віку мешканця становила 52,3 року. На 100 осіб жіночої статі у місті припадало 120,4 чоловіків;  на 100 жінок у віці від 18 років та старших — 119,8 чоловіків також старших 18 років.
Середній дохід на одне домашнє господарство  становив 92 667 доларів США (медіана — 50 500), а середній дохід на одну сім'ю — 110 110 доларів (медіана — 71 563). Медіана доходів становила 50 000 доларів для чоловіків та 50 833 долари для жінок. За межею бідності перебувало 8,1 % осіб, у тому числі 21,1 % дітей у віці до 18 років та 5,2 % осіб у віці 65 років та старших.
Цивільне працевлаштоване населення становило 114 осіб. Основні галузі зайнятості: мистецтво, розваги та відпочинок — 22,8 %, освіта, охорона здоров'я та соціальна допомога — 14,9 %, виробництво — 11,4 %, роздрібна торгівля — 9,6 %.